# Spindasis aderna
Spindasis aderna är en fjärilsart som beskrevs av Carl Plötz 1880. Spindasis aderna ingår i släktet Spindasis och familjen juvelvingar. Inga underarter finns listade i Catalogue of Life.